# Skogsskär
För andra betydelser, se Skogsskär (olika betydelser).
Skogsskär eller Skogsskäret är en ö i norra Roslagen, Norrtälje kommun, Stockholms län, belägen i ytterskärgården utanför Singö. Ön är obebodd, har relativt mycket vegetation där det bland annat växer hjortron. På skäret Garphällen 20 meter sydväst om ön ligger Skogsskär fyr.